# ماساتو هیرانو
ماساتو هیرانو (انگلیسی: Masato Hirano; ۱۶ نوامبر ۱۹۵۵ – ) بازیگر، و صداپیشه اهل ژاپن بود. وی از سال ۱۹۷۹ میلادی تاکنون مشغول فعالیت بوده‌است.